# Кукино (Оренбургская область)
Кукино — упразднённый посёлок в Северном районе Оренбургской области. На момент упразднения входил в состав сельского поселения Курско-Васильевский сельсовет. Исключен из учётных данных в 2005 году.

## География
Располагался западнее федеральной автомобильной дороги М5 «Урал», на расстоянии, примерно, 1,5 километр к юго-востоку от деревни Черновка.

## История
По данным на 1931 год посёлок состоял из 49 хозяйств. В административном отношении входил в состав Курско-Васильевского сельсовета Боклинского района Средневолжского края.
По данным на 1939 год деревня Кукино входила в состав Курско-Васильевского сельсовета Сок-Кармалинского района Чкаловской области..
Постановление Законодательного Собрания Оренбургской области от 16 февраля 2005 года № 1927/316-III-ОЗ посёлок исключен из учётных данных.

## Население
По данным на 1930 год в посёлке проживало 279 человек, основное население — русские.
По переписи 2002 года в поселке отсутствовало постоянное население.